# Belgia na Zimowych Igrzyskach Olimpijskich 1956
Belgię na Zimowych Igrzyskach Olimpijskich 1956 reprezentowało 4 zawodników.

## Skład kadry

### Bobsleje

#### Mężczyźni
| Zawodnik                        | Konkurencja | Czas ślizgu | Czas ślizgu | Czas ślizgu | Czas ślizgu | Suma    | Pozycja | Źródło |
| Zawodnik                        | Konkurencja | 1           | 2           | 3           | 4           | Suma    | Pozycja | Źródło |
| ------------------------------- | ----------- | ----------- | ----------- | ----------- | ----------- | ------- | ------- | ------ |
| Marcel Leclef Albert Casteleyns | Dwójki      | 1:27.30     | 1:25.93     | 1:25.60     | 1:25.98     | 5:44.81 | 13.     | [ 1 ]  |

### Narciarstwo alpejskie

#### Mężczyźni
| Zawodnik    | Konkurencja   | 1. przejazd | 1. przejazd | 2. przejazd | 2. przejazd | Czas końcowy | Pozycja | Źródło |
| Zawodnik    | Konkurencja   | Czas        | Pozycja     | Czas        | Pozycja     | Czas końcowy | Pozycja | Źródło |
| ----------- | ------------- | ----------- | ----------- | ----------- | ----------- | ------------ | ------- | ------ |
| Denis Feron | Zjazd         | 4:16.6      | 38.         | Nie dotyczy | Nie dotyczy | 4:16.6       | 38.     | [ 2 ]  |
| Denis Feron | Slalom gigant | 4:01.8      | 65.         | Nie dotyczy | Nie dotyczy | 4:01.8       | 65.     | [ 3 ]  |
| Denis Feron | Slalom        | 2:12.5      | 49.         | 2:37.0      | 47.         | 4:49.5       | 46.     | [ 4 ]  |

### Łyżwiarstwo szybkie

#### Mężczyźni
| Zawodnik           | Konkurencja      | Czas | Pozycja | Źródło |
| ------------------ | ---------------- | ---- | ------- | ------ |
| Pierre Huylebroeck | Wyścig na 1500 m | DNF  | DNF     | [ 5 ]  |